# Начбах-Лойперсбах
Начбах-Лойперсбах (нем. Natschbach-Loipersbach) — окружной центр в Австрии, в федеральной земле Нижняя Австрия. 
Входит в состав округа Нойнкирхен.  Население составляет 1629 человек (на 31 декабря 2005 года). Занимает площадь 10,59 км². Официальный код  —  3 18 17.

## Политическая ситуация
Бургомистр коммуны — Гюнтер Штельваг (АНП) по результатам выборов 2010 года.
Совет представителей коммуны (нем. Gemeinderat) состоит из 19 мест.
- АНП занимает 11 мест.
- СДПА занимает 5 мест.
- АПС занимает 2 места.
- Список BLK занимает 1 место.